# Kara (udarni krater)
Kara je meteoritski krater na poluotoku Yugorsky, Nenetsia, Rusija. 
Jako erodirano, trenutno je 65 km u promjeru, iako se smatra da je izvorno bio 120 km prije erozije. Njegova se starost procjenjuje na 70,3 ± 2,2 milijuna godina (kasna kreda). Impaktitni izdanci koji se nalaze na obali zaljeva Baydarata (Baydaratskaya) sjeveroistočno od kratera upućuju na to da je izvorna veličina kratera mogla biti 4. najveća na Zemlji. Krater nije izložen na površini.
Krater Kara nalazi se na jugoistočnom kraju poluotoka Yugorsky, dok nalazište Ust-Kara leži u moru, 15 km istočno od malog zaljeva Kara ili Karskaye Gube. Ranije se vjerovalo da su ova dva mjesta bila dva odvojena kratera i da su činili dvostruku udarnu strukturu iz kasne krede. Međutim, čini se da nalazište Ust-Kara ne postoji kao zasebno nalazište. Očigledno su suevitni izdanci udarne strukture Ust-Kara samo dio strukture udarne strukture Kare.

## Vanjske poveznice
- Earth Impact Database
- The Kara Crater Size: Suevite layer outside the crater depression